# Abborrgölen (Vissefjärda socken, Småland, 626312-148159)
Abborrgölen är en sjö i Emmaboda kommun i Småland och ingår i Nättrabyåns huvudavrinningsområde.